# NGC 6327
NGC 6327 (również PGC 59889) – zwarta galaktyka (C), znajdująca się w gwiazdozbiorze Herkulesa. Odkrył ją Édouard Jean-Marie Stephan 18 lipca 1876 roku.